# Oksana Zaboezjko
Oksana Stefanivna Zaboezjko (Oekraïens: Оксана Стефанівна Забужко) (Loetsk, 19 september 1960) is een Oekraïens schrijfster en dichteres. Ze studeerde van 1977 tot 1982 Filosofie aan de Taras Sjevtsjenko Nationale Universiteit van Kiev in Kiev. In 1987 promoveerde ze in de Filosofische Kunst aan de Oekraïense Wetenschappelijke Academie. Van 1982 tot 1985 werkte Zaboezjko als assistent bij de leerstoel Esthetiek en Ethiek op de Universiteit van Kiev. In de jaren 1990 vertrekt ze naar de Verenigde Staten om daar als gastdocent aan de Universiteit van Pennsylvania, Harvard en Pittsburgh te werken.
Zaboezjko schreef al sinds de jaren 1970 gedichten, maar veel bundels werden vertraagd uitgebracht vanwege politieke spanningen in Oekraïne.
In 1996 kwam haar eerste roman uit, Veldonderzoek naar Oekraïense seks (Польові дослідження з українського сексу (Poljovi doslidzjennja z oekraïnskoho seksoe); Nederlandse vertaling bij Wereldbibliotheek, 2009), dat jarenlang op de bestsellerlijst stond. Tien jaar later verscheen Музей покинутих секретів (Moezej pokinoetich sekrjetiv (Het museum van afgedankte geheimen)), dat goede kritieken kreeg.

## Prijzen
- Angelus Awards, 2013
- Antonovych prize
- Fulbright-programma
- Orde van Vorstin Olha, derde klasse